# The Early Years 1977-1978
The Early Years 1977-1978 è una raccolta del gruppo musicale britannico Simple Minds, pubblicata il 25 marzo.
Contiene incisioni rare risalenti ai primi anni di attività del gruppo.

## Tracce
1. 18-18
2. Tonight
3. Little Bitch
4. Pablo Picasso
5. Subway Sex
6. Lies
7. Wasteland
8. Act of Love
9. European Son
10. Cocteau Twins
11. Chelsea Girl
12. Did You Ever?
13. Pleasantly Disturbed